# مانشستر باي ذا سي
مانشستر باي ذا سي (Manchester by the Sea، مانشستر على البحر) هو فيلم دراما أمريكي أُصدر في 2016. الفيلم من إنتاج بيرل ستريت للأفلام، ومن توزيع رودسايد أتراكشنز واستوديوهات أمازون، وقد أخرجه وكَتَب السيناريو كينيث لونيرغان.، ومن بطولة كيسي أفليك، ميشيل ويليامز، كايل تشاندلر، غريتشن مول ولوكاس هيدجز. القصة تتبع رَجل يرجع إلى بلدته مانشستر باي ذا سي للأعتناء بأبن أخيه بعد وفاة الأخ.
عُرض الفيلم لأول مرة في مهرجان صندانس السينمائي في 23 يناير 2016، وبدأ توزيعه بشكل محدود في 18 نوفمبر/تشرين الثاني 2016، قبل توزيعه بشكل واسع في 16 ديسمبر 2016. تلقى الفيلم على نطاق واسع إشادة من النقاد وقد حقق 34 مليون دولار في جميع أنحاء العالم بميزانيّة 8.5 مليون دولار. اُختير من قبل معهد الفيلم الأمريكي كواحد من أفضل عشرة أفلام من عام 2016 في التاسع والثمانون نال الفيلم جائزتي أوسكار: أفضل ممثل (أفليك) وأفضل سيناريو أصلي كما رشح كأفضل فيلم وأفضل مخرج ووأفضل ممثل مساعد (هيدجز) وأفضل ممثلة مساعدة (ويليامز). وربح أيضاً جائزة غولدن غلوب لأفضل ممثل وكان مرشح لأربعة منها.

## القصة
يبدأ الفيلم برجل يبدو مُبتهجاً وسعيداً يسأل ابن أخيه الطفل إذا ما اضطر للتواجد في مكان ما لفترة طويلة مع شخص واحد فقط من سيختار الأب أم العم؟ يختار الطفل والده فيُحاول عمه –بمرح- إقناعه بأنّه لا يفهم أبعاد اختياره جيداً، وأنّه كعَم هو الأنسب لهذه المهمة.
بعدها نشهد نفس الشخص والذي يُدعى”لي” بينما يعمل كعامل إصلاحات في بوسطن، يغلُب عليه الصمت، وتسكنه الكآبة، بل والأدعى أنّه سرعان ما ينفعل غاضباً حين يُخبره أحد أي شيء لا يتفق مع رأيه الشخصي، أو فلسفته في العمل.
ثم تأتي مُكالمة لـ”لي” تُغيِّر كل حياته، يُخبرونه فيها أنّ أخاه المُصاب بمرض مُزمن في قلبه محجوزاً بالمستشفى، ما يجعله يُسافر إلى بلدته الأصلية ليكتشف أنّ أخاه قد توفى، ليس هذا فحسب بل أنّ وفقاً لوصيته قد جعله وصياً على ابنه الذي صار مُراهقاً.
هنا يصبح”لي”في أزمة فهو يرفض البقاء في بلدته، في الوقت نفسه يشعر بصعوبة أن يكون وصياً على هذا الولد، نفس الولد الذي كان يرغب أن يُفضِّله عن أبيه قبل سنوات قليلة! مع توالي الأحداث وبعض مشاهد الفلاش باك تبدأ الأمور تنكشف، فنعرف سر تصرفات البطل، وسبب تغير قناعاته.

## طاقم التمثيل
- كيسي أفليك بدور لي تشاندلر.
- ميشيل وليامز بدور راندي، زوجة لي السابقة.
- كايل تشاندلر بدور جوزيف «جو» تشاندلر، أخ لي.
- لوكاس هيدجز بدور باتريك تشاندلر ذو الستة عشر عاما ونجل جو إليس.
- غريتشن مول بدور إليز تشاندلر زوجت جو السابقة.
- سي ج. نيلسون بدور جورج صديق العائلة.
- تيت دونوفان بدور مدرب الهوكي.
- كارا هايوارد بدور سيلفي إحدى صديقات باتريك.
- آنا باريشنيكوف، بدور ساند إحدى من صدقت باتريك.
- إيريكا مكديرموت بدور ساندي مالكة حقل القوارب.
- ماثيو برودريك بدور جيفري.
- هيذر بيرنز بدور جيل.

## الإنتاج

### التصوير
صوّر الفيلم في مانتشستر باي ذا سي، نيو إنجلاند، غلوستر، سالم وبيفرلي، وكانت جودي لي لايبز ‏ مديرةً لتصوير الفيلم.

### الموسيقى
موسيقى الفيلم التصويرية من تلحين ليزلي باربر.

## الاستقبال

### الجوائز والترشيحات
الجوائز
- جائزة آكتا الدولية لأفضل ممثل  [لغات أخرى]‏، الفائز: كايسي أفليك، في: جوائز آكتا الدولية السادسة  [لغات أخرى]‏ (8 يناير 2017)[16]
- جائزة آكتا الدولية لأفضل سيناريو  [لغات أخرى]‏، الفائز: كينيث لونيرغان، في: جوائز آكتا الدولية السادسة  [لغات أخرى]‏ (8 يناير 2017)[16]
- جائزة جمعية شيكاغو لنقاد السينما لأفضل ممثل  [لغات أخرى]‏، الفائز: كايسي أفليك (15 ديسمبر 2016).[17]

الترشيحات
- جائزة آكتا العالمية لأفضل فيلم  [لغات أخرى]‏، المُرشَّح: مانشستر باي ذا سي، في: جوائز آكتا الدولية السادسة  [لغات أخرى]‏ (8 يناير 2017)[16]
- جائزة آكتا الدولية لأفضل ممثلة مساعدة  [لغات أخرى]‏، المُرشَّح: ميشيل ويليامز، في: جوائز آكتا الدولية السادسة  [لغات أخرى]‏ (8 يناير 2017)
- جائزة الغولدن غلوب لأفضل فيلم - دراما، المُرشَّح: مانشستر باي ذا سي، في: حفل جوائز الغولدن غلوب الرابع والسبعون (8 يناير 2017)[18]
- جائزة آكتا الدولية لأفضل ممثل مساعد  [لغات أخرى]‏، المُرشَّح: لوكاس هيدجز، في: جوائز آكتا الدولية السادسة  [لغات أخرى]‏ (8 يناير 2017)
- جائزة آكتا الدولية لأفضل إخراج  [لغات أخرى]‏، المُرشَّح: كينيث لونيرغان، في: جوائز آكتا الدولية السادسة  [لغات أخرى]‏ (8 يناير 2017)[16]
- جائزة غولدن غلوب لأفضل ممثل - فيلم دراما، المُرشَّح: كايسي أفليك، في: حفل جوائز الغولدن غلوب الرابع والسبعون (8 يناير 2017)[18]

## روابط خارجية
- سك2مانشستر باي ذا سي على موقع IMDb (الإنجليزية)
- مانشستر باي ذا سي على موقع ميتاكريتيك (الإنجليزية)
- مانشستر باي ذا سي على موقع روتن توميتوز (الإنجليزية)
- مانشستر باي ذا سي على موقع ألو سيني (الفرنسية)
- مانشستر باي ذا سي على موقع Turner Classic Movies (الإنجليزية)
- مانشستر باي ذا سي على موقع أول موفي (الإنجليزية)
- مانشستر باي ذا سي على موقع بوكس أوفيس موجو (الإنجليزية)
- مانشستر باي ذا سي على موقع فيلمافينيتي (الإسبانية)
- مانشستر باي ذا سي على موقع قاعدة بيانات الأفلام السويدية (السويدية)
- مانشستر باي ذا سي على موقع قاعدة بيانات الفيلم (الإنجليزية)